# Batallón de Comunicaciones 181
El Batallón de Comunicaciones 181 "Sarg. My. Santiago Buratovich" (B Com 181) es una unidad de comunicaciones del Ejército Argentino con asiento en la guarnición militar de Bahía Blanca, Provincia de Buenos Aires, y que depende del Comando de la 3.ª División de Ejército "Tte. Gral. Julio Argentino Roca" (ex Cpo Ej V).
Este batallón de comunicaciones fue creado en el año 1964 y ocupa las instalaciones de la guarnición junto al B Icia 181 "Cap. Juan Ferreyra" y el Cdo D Ej 3 (comando de división de ejército).

## Historia

### Orgánica
El 10 de noviembre de 1964 se creó el «Batallón de Comunicaciones de Comando 181». En 1987 adquirió el nombre «Batallón de Comunicaciones 181».

### Operativa
El Batallón de Comunicaciones de Comando 181 integró el Agrupamiento B que se desplazó a la provincia de Tucumán por orden del Comando General del Ejército para reforzar la V Brigada de Infantería que llevaba adelante el Operativo Independencia. El Agrupamiento B se turnaba con los Agrupamientos A y C, creados para el mismo fin.
El 2 de abril un escalón del B Com Cdo 181, reforzados con hombres de la Compañía de Comunicaciones 9, desembarcó en Stanley. Su misión fue instalar el Centro de Comunicaciones de Comando Principal del comandante del Teatro de Operaciones Malvinas Osvaldo Jorge García.